# Congiopodus coriaceus
Congiopodus coriaceus es una especie de pez del género Congiopodus, familia Congiopodidae. Fue descrita científicamente por Paulin & Moreland en 1979.
Se distribuye por el Pacífico Sudoccidental: Nueva Zelanda. Es una especie batidemersal de aguas profundas. Está clasificada como una especie marina inofensiva para el ser humano.